# Królestwo Essex
Królestwo Essex (ang. Kingdom of Essex, staroang. Ēast Seaxna rīce, łac. Regnum Orientalium Saxonum) – jedno z siedmiu królestw (tzw. heptarchii anglosaskiej), założonych przez zachodniogermańskie plemiona Anglosasów na podbitych terenach Brytanii. Zostało założone w VI wieku i istniało do IX wieku. Ostatni jego władca, Sigered, w 825 przekazał Królestwo Egbertowi z Wesseksu.

## Nazwa
Nazwa królestwa pochodziła od staroangielskiego East-Seaxe – Sasi wschodni (por. Wessex, Sussex, Middlesex).

## Terytorium
Bardzo trudnym zadaniem jest prezycyjne określenie granic Esseksu. Badacze próbują wywnioskować je z zasięgu diecezji londyńskiej, czyli wschodniosaskiej na początku VII wieku. Wynikają z tego następujące przybliżone granice Królestwa Essex:
- na północy – rzeka Stour i Królestwo East Anglia
- na wschodzie – wybrzeże Morza Północnego
- na południu – Tamiza i Królestwo Kentu
- na zachodzie – Mercja

W czasie swego istnienia Królestwo Essex kontrolowało również większość terenów Hertfordshire i Surrey. W VII wieku w jego władaniu znajdowały się również częściowo tereny współczesnego hrabstwa Kent. Z dokumentów ofiarodawczych, tzw. dyplomów, wynika że dominacja władców Esseksu na tych terenach była tymczasowa i nie czuli się oni tam zbyt pewnie. Świadczy o tym fakt, że na terenach kontrolowanych przy okazji nadawania ziem, powołują się na władzę zwierzchnią innych władców (czego nie robią na własnym terytorium).
Współczesne hrabstwo Essex utrzymuje historyczne granice północną, południową i wschodnią, ale na zachodzie sięga jedynie do brzegów rzeki Lee. Pozostałe terytorium Królestwo Essex utraciło na rzecz Mercji jeszcze w VIII wieku.

## Źródła bibliograficzne
Nie zachowały się żadne kroniki z Królestwa Essex, jednym z niewielu źródeł, z których historycy czerpią swą wiedzę na temat jego historii jest Kronika anglosaska i zawarta w niej niekompletna genealogia władców Esseksu, spisana w IX wieku w Wesseksie, obecnie przechowywana w British Library. Są to rodowody trzech władców z Esseksu: Offy, Swithreda i Sigereda.
Wiele informacji znaleźć można również w dziele Bedy Czcigodnego „Historia ecclesiastica gentis Anglorum”. Beda z kolei czerpał swoje informacje od Albinusa – opata z Canterbury oraz zakonników z klasztoru Lastingham, którego założycielem był Cedd – pierwszy biskup Esseksu. Beda korzystał również z kroniki dokumentującej cuda opatki Ethelburh z klasztoru w Barking.
Dodatkowymi źródłami wiedzy o historii Esseksu są dokumenty potwierdzające nadanie ziem lub innych majątków na rzecz kościołów i klasztorów. Sygnowane są one przez konkretnych władców i pozwalają również ocenić ich samodzielność.

## Historia Esseksu

### Pochodzenie
Pierwsi przedstawiciele germańskich Sasów z Saksonii przybyli na te ziemie na początku V wieku, podbijając rdzenne brytyjskie plemiona. Osiedlili się najpierw na południowo-wschodnim wybrzeżu Brytanii, co zapewniało im łatwość komunikacji przez Morze Północne z rodzinnymi stronami. Początkowo zakładali niewielkie społeczeństwa plemienne, które następnie łączyły się. Część z nich w VI wieku utworzyła Królestwo Essex. Zachowana genealogia trzech władców Esseksu wywodzi ich rody od jednego wspólnego przodka – Sleddy, dlatego część badaczy to właśnie jego uważa za założyciela dynastii królewskiej. Jednakże pierwszysm znanym władcą tych ziem był Aescwine. Imię tego władcy ma korzenie kentyjskie, dlatego istnieje opinia, że wywodził się on z dynastii władców Kentu, co potwierdzałyby bliskie kontakty między oboma królestwami w późniejszych okresach. Są to jednak wyłącznie spekulacje.

### Chrześcijaństwo w Esseksie
Według Historii kościelnej narodu angielskiego (Historia ecclesiastica gentis Anglorum) – kronice chrystianizacji plemion anglosaskich, napisanej przez Bedę Czcigodnego – w nawracaniu Królestwa Essex pomógł Ethelbert I z Królestwa Kentu. To właśnie on miał namówić Saeberta – syna Sleddy, by przyjął chrzest w 604 roku. W tym samym roku w królestwie pojawił się pierwszy chrześcijański biskup – Mellit. Jednak po śmierci Seaberta w 616, Mellit został wygnany przez jego następców, a kraj powrócił do dawnych wierzeń. Miał to być prawdopodobnie akt sprzeciwu wobec wpływów władcy Kentu w Esseksie, a nie manifestacja niechęci do chrześcijaństwa.
Chrześcijaństwo powróciło do Esseksu za panowania Sigeberhta II, który za namową św. Cedda, przyjął chrzest i nawet założył dwa klasztory w Tilaburg i Ithancester.
Kolejnym władcą Esseksu był poganin Swithelm, który również nawrócił się w drugim roku swych rządów – w 662. Jednak w 664 został zamordowany, a jego następcy: Sighere i Sebbi, rywalizowali ze sobą – Sighere obstawał przy pogaństwie, zaś Sebbi szukał sojuszu z chrześcijańską Mercją. Władca Mercji Wulfhere przysłał do Esseksu swojego biskupa Jarumana, by ostatecznie nawrócił kraj. Po śmierci brata w 683, Sebbi został jedynym władcą Essex, co automatycznie umocniło chrześcijaństwo w królestwie. Władzę duchowną powierzono biskupowi Londynu.

### Historia późniejsza
Od małżeństwa Seddy z siostrą króla Kent Eormenrica, oba królestwa łączyły dość silne powiązania. Przez krótki czas, w VIII wieku Essex sprawowało nawet kontrolę nad większą częścią Królestwa Kentu. W tym okresie władcy Esseksu dla potwierdzenia własnej niezależności, bili własne monety, tzw. sceaty.
W połowie VIII wieku duża część terenów Esseksu, wraz z Londynem, dostała się pod panowanie Mercji. Pozostałe obszary uznały władzę zwierzchnią Mercji w 812.
Po klęsce Beornwulfa w wojnie z Królestwem Wschodnich Anglów, walczącym o własną niepodległość, ostatni władca Esseksu – Sigered zdecydował się abdykować w 825 i przekazać swoje królestwo pod władzę Egberta z Wesseksu.
W taki sposób Królestwo Essex przestało istnieć. Jego dawne terytorium od końca IX wieku tworzy hrabstwo Essex.

## Władcy Królestwa Essex
Daty, imiona i osiągnięcia władców Królestwa Essex – jednego z państw heptarchii anglosaskiej, pozostają hipotetyczne. Genealogia rodu królewskiego Essex została przygotowana w Wesseksie w IX wieku. Niestety zachowała się jedynie jej część.